# Мазайн
Мазайн (нем. Masein) — коммуна в Швейцарии, в кантоне Граубюнден. 
Входит в состав округа Хинтеррайн. Население составляет 403 человека (на 31 декабря 2006 года). Официальный код  —  3663.